# Белоколодезянский поселковый совет
Белоколодезя́нский либо Белоколо́дезский поселко́вый сове́т  до 2020 года входил в состав Волчанский района Харьковской области Украины.
Административный центр поселкового совета находился в пгт Белый Колодезь.

## Населённые пункты совета
Всего поселковый совет состоял из трёх населённых пунктов, насчитывовавших 1566 дворов.
- пгт Бе́лый Коло́дезь — 1462 двора.
- посёлок Волоховское — 42 двора
- село Земляно́й Яр — 77 дворов.

Расстояние от здания поселкового совета до административного здания села Земляной Яр составляет 3 км.
Расстояние от здания поселкового совета до административного здания посёлка Волоховское — 10 км.

## Территория
Территория поселкового совета занимает общую площадь 8515,80 га.
в том числе в т.ч.:
- земли государственной собственности — 451,50 га
- земли коммунальной собственности —  2326,90 га
- земли частной собственности —  5737,40 га [3]

Общая территория населённых пунктов составляет 492,49 га.

## Население
|                              | На 01.01.2007. | На 01.01.2008. | На 01.01.2009. | На 01.01.2010. |
| ---------------------------- | -------------- | -------------- | -------------- | -------------- |
| Всего, человек               | 4 508          | 4 426          | 4 428          | 4 300          |
| Детей дошкольного возраста   | 116            | 119            | 125            | 180            |
| Детей школьного возраста     | 440            | 425            | 416            | 398            |
| Граждан пенсионного возраста | 1 251          | 1 265          | 1 240          | 1 255          |
| трудоспособное население     | 2 600          | 2 580          | 2 540          | 2 517          |
| Количество работающих        | 1 470          | 1 460          | 1 450          | 1 430          |

## История
- Между 1917 и 1922 - дата образования данного сельского совета.
- До образования поселкового  совета Белый Колодезь с 7 марта 1923 года был админцентром Бе́ло-Колодезя́нского района; в райцентре находился райисполком (РИК).
- Белоколо́дезский район был расформирован в декабре 1929 года.
- С января 1930 н.п. отнесён к числу сёл, и в нём остался только сельский совет.
- Местный поселковый совет депутатов трудящихся был преобразован из сельского в 1938 году в составе Волчанского района Харьковской области Украинской Советской Советской Социалистической Республики после получения статуса посёлок городского типа.
- В 1956 году Белый Колодезь вторично получил статус посёлок городского типа, и сельский совет опять был преобразован в поселковый.
- После 17 июля 2020 года в рамках административно-территориальной «реформы» по новому делению Харьковской области[5][6] данный совет, как и весь Волчанский район Харьковской области, был упразднён; входящие в него населённые пункты и его территории присоединены к … территориальной общине Чугуевского района.
- Поссовет просуществовал 82 года.

## Промышленность
На территории поселкового совета расположены два предприятия по переработке сахарной свеклы, три предприятия и три фермерских хозяйства по выращиванию зерновых и технических культур.
Коммунальные предприятия представлены Белоколодезным водопроводным участком.

## Торговля
На территории поселкового совета функционирует один стихийный рынок и 19 магазинов, из них 4 промтоварных и 15 смешанной торговли.

## Политика
Голова поселкового совета — Сердечный В. В., избран 26 марта 2006 года. Член Партии Регионов.